# Open 3D Engine
Open 3D Engine es un motor de juegos 3D gratuito y de código abierto desarrollado por la Open 3D Foundation, una subsidiaria de la Linux Foundation, y distribuido bajo la licencia de código abierto Apache 2.0. La versión inicial del motor es una versión actualizada del motor Amazon Lumberyard, aportada por Amazon Games.

## Socios
Los socios fueron incluidos basándose en los recursos, la experiencia y la motivación para fomentar una comunidad de código abierto para O3DE. Estos socios incluyen a: Accelbyte, Adobe, Apocalypse Studios, Audiokinetic, Backtrace.io, Carbonated, Futurewei, GAMEPOCH, Genvid Technologies, Hadean, Huawei, HERE Technologies, Intel, Asociación Internacional de Desarrolladores de Juegos, Kythera AI, Niantic, Open Robotics, PopcornFX, Red Hat, Instituto de Tecnología de Rochester, SideFX, Tafi, TLM Partners y Wargaming. 
Los miembros premier son Adobe, AWS, Epic Games, Huawei, Intel, Microsoft, Niantic y Tencent (con la marca LightSpeed Studios).